# Blücher (cruzador)
O Blücher foi um cruzador pesado operado pela Kriegsmarine e a segunda embarcação da Classe Admiral Hipper, depois do Admiral Hipper e seguido pelo Prinz Eugen, Seydlitz e Lützow. Sua construção começou em agosto de 1936 e foi lançado ao mar em junho do ano seguinte, sendo comissionado em setembro de 1939. Era armado com uma bateria principal composta por oito canhões de 203 milímetros montados em quatro torres de artilharia duplas, tinha um deslocamento carregado de dezoito mil toneladas e alcançava uma velocidade máxima de 32 nós.
O Blücher entrou em serviço semanas depois do início da Segunda Guerra Mundial. Ele foi designado para apoiar a invasão da Noruega em abril de 1940, liderando uma flotilha que entrou no Fiorde de Oslo na noite no dia 8 com o objetivo de tomar Oslo. Entretanto, enfrentou resistência de canhões costeiros da Fortaleza de Oscarsborg, que o acertaram com dois projéteis e dois torpedos. O incêndio resultante se espalhou para um dos depósitos de munição, causando uma grande explosão que fez o Blücher emborcar. Os destroços permanecem naufragados até hoje.

## Características

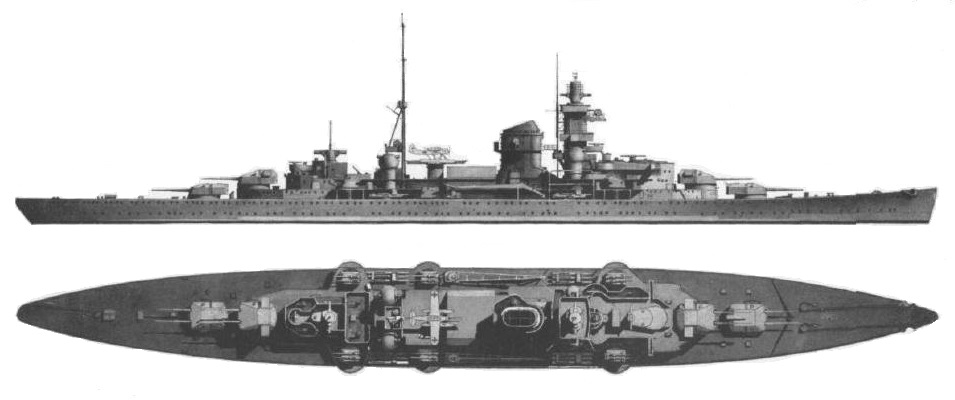
Desenho da Classe Admiral Hipper

Os cruzadores pesados da Classe Hipper Admiral foram encomendados no contexto do rearmamento alemão após a ascensão do Partido Nazista ao poder em 1933, que repudiou as cláusulas de desarmamento do Tratado de Versalhes. A Alemanha assinou o Acordo Naval Anglo-Germânico com o Reino Unido em 1935, que proporcionou a base legal para o rearmamento. O tratado especificava que a Alemanha poderia construir cinco "cruzadores de tratado" de até dez mil toneladas. A Classe Admiral Hipper estava nominalmente dentro desse limite, porém na realidade era muito maior.
O Blücher foi originalmente construído com um comprimento de 202,2 metros, boca de 21,3 metros e calado de 7,74 metros. Sua proa reta foi substituída alguns meses após seu comissionamento por uma proa clipper, aumentando o comprimento de fora a fora para 205,9 metros. Seu deslocamento projetado era de 16 170 toneladas, porém totalmente carregado esse valor chegava em 18,5 mil toneladas. O cruzador era impulsionado por três conjuntos de turbinas a vapor Blohm & Voss que giravam três hélices triplas. As turbinas eram alimentadas pelo vapor de doze caldeiras a óleo de pressão ultra alta. Sua velocidade máxima era de 32 nós (59 quilômetros por hora) e uma potência de 133,2 mil cavalos-vapor (98 mil quilowatts). Sua tripulação padrão era composta por 42 oficiais e 1 340 marinheiros.
O armamento principal tinha oito canhões calibre 60 de 203 milímetros em quatro torres de artilharia duplas, duas na proa e duas na popa, com uma sobreposta a outra. Sua bateria antiaérea tinha doze canhões calibre 65 de 105 milímetros, doze canhões calibre 83 de 37 milímetros e oito canhões calibre 65 de 20 milímetros. Também era equipado com doze tubos de torpedo de 533 milímetros em quatro lançadores triplos, dois à meia-nau em cada lado da superestrutura. O cinturão de blindagem tinha setenta a oitenta milímetros de espessura; o convés superior ficava de doze a trinta milímetros, enquanto o convés blindado principal tinha entre vinte e cinquenta milímetros. As torres de artilharia tinham placas frontais de 105 milímetros e laterais de setenta milímetros. O Blücher podia operar três hidroaviões Arado Ar 196, porém nunca carregou mais de dois, com um deles precisando ficar na catapulta no caminho de Oslo porque o hangar foi usado para guardar bombas e torpedos.

## História

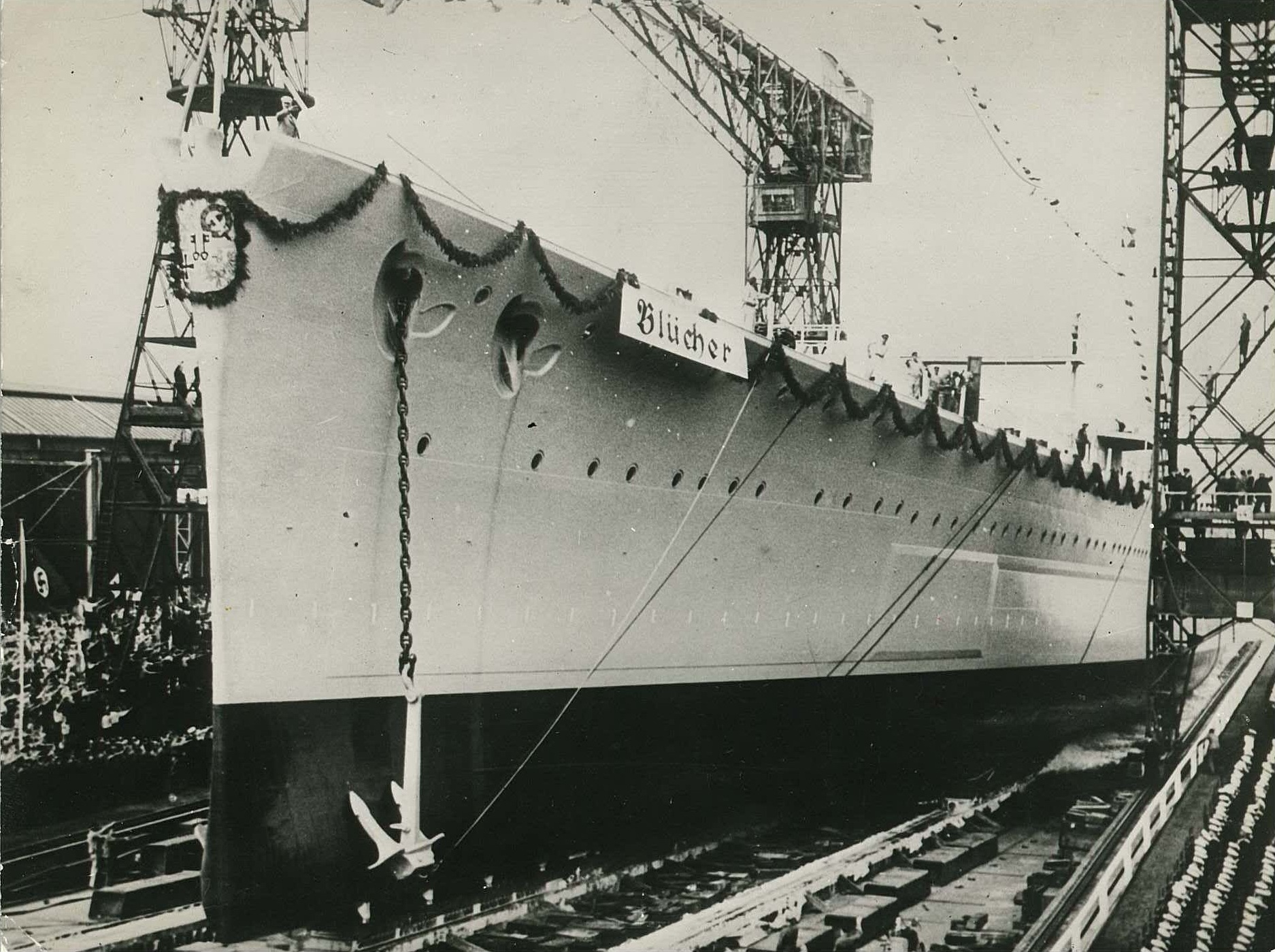
O lançamento do Blücher

O Blücher foi encomendado pela Kriegsmarine para o estaleiro Deutsche Werke em Kiel. O batimento de quilha ocorreu em 15 de agosto de 1936, sob o número de construção 246. O navio foi lançado em 8 de junho de 1937, com o almirante Conrad Albrecht, o comandante da Estação Naval do Báltico, discursando durante a cerimônia. O cruzador foi batizado pela Sra. Erdmann, viúva do capitão de fragata Alexander Erdmann, o ex-comandante do SMS Blücher que morreu em seu naufrágio na Primeira Guerra Mundial. O Blücher foi completado em 20 de setembro de 1939, quando foi comissionado na frota alemã. Sua proa foi substituída depois de entrar em serviço, com sua chaminé também passando por algumas modificações.
O cruzador passou a maior parte de novembro de 1939 em equipagem e melhoramentos adicionais. O navio ficou pronto para seus testes marítimos no final do mês, indo para Gotenhafen no Mar Báltico. Os testes duraram até dezembro, retornando para Kiel para modificações finais. Retornou para exercícios no Báltico em janeiro, porém gelo forçou a embarcação a ficar no porto no meio do mês. Ele foi considerado pronto em 5 de abril e designado para as forças que participariam da invasão da Noruega.

### Invasão da Noruega

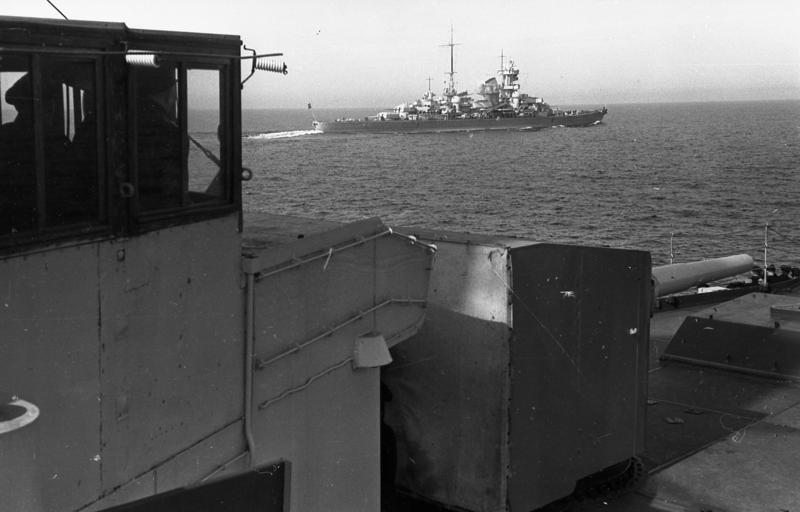
O Blücher, visto do Emden, seguindo para a Noruega em 8 de abril de 1940

O contra-almirante Oskar Kummetz foi a bordo do navio em Swinemünde no dia 5 de abril de 1940. Um destacamento de oitocentos soldados da 163º Divisão de Infantaria também embarcou. O Blücher deixou o porto em 8 de abril em direção da Noruega; ele foi a capitânia da força que deveria tomar Oslo, a capital norueguesa, o Grupo 5. Foi acompanhado pelo cruzador pesado Lützow, o cruzador rápido Emden e várias escoltas menores. O submarino britânico HMS Triton avistou a frota atravessando os estreitos de Kattegat e Skagerrak e disparou torpedos, porém os alemães conseguiram desviar e prosseguir com a missão.
A noite chegou no momento em que a flotilha se aproximou do Fiorde de Oslo. O barco de patrulha norueguês HVB Pol III avistou os navios pouco depois das 23h. O barco torpedeiro alemão Albatros atacou o Pol III e o incendiou, mas não antes dos noruegueses soarem o alarme ao relatarem um ataque por rádio. Uma bateria em terra em Rauøy avistou a flotilha com um holofote às 23h30min e disparou dois tiros de aviso. Os canhões da bateria de Rauøy dispararam cinco minutos depois contra os alemães quatro vezes, porém a visibilidade era ruim e todos os projéteis erraram. As armas em Bolærne dispararam tiros de aviso às 23h32min. O Blücher conseguiu sair do setor de tiro dessas armas antes que pudesse ser atingido e desapareceu depois das 23h35min.
A flotilha alemã navegou a uma velocidade de doze nós (22 quilômetros por hora). Uma ordem para que todos os faróis e luzes de navegação fossem apagados foi transmitida pela NRK pouco depois da meia-noite já de 9 de abril. Os navios alemães receberam ordens de atirarem apenas se os noruegueses atirassem primeiro. A flotilha parou entre 00h30min e 2h para que 150 soldados de infantaria da força de desembarque fossem transferidos para as escoltas R17 e R21 (do Emden) e R18 e R19 (do Blücher).

#### Estreito de Drøbak

Rota de avanço da força alemã pelo Fiorde de Oslo

Os barcos-R receberam ordens de enfrentar as baterias de Rauøy e Bolærne e o porto naval de Horten. Apesar da perda do fator surpresa, o Blücher prosseguiu adentro do fiorde a fim de continuar o cronograma de alcançar Oslo até o amanhecer. Holofotes noruegueses iluminaram o navio novamente às 4h20min e os canhões de 283 milímetros da Fortaleza de Oscarsborg abriram fogo contra o cruzador um minuto depois, disparando a curta distância, iniciando a Batalha do Estreito de Drøbak com dois acertos no lado bombordo. O primeiro atingiu acima da ponte, acertando a estação de batalha para o comandante das armas antiaéreas. O principal telêmetro no alto do mastro de batalha foi tirado do alinhamento, porém a embarcação ainda tinha outros quatro telêmetros. O segundo disparo acertou perto do hangar dos hidroaviões e iniciou um grande incêndio. Enquanto espalhava-se, o fogo detonou os explosivos carregados pela infantaria, prejudicando os esforços dos bombeiros. A explosão incendiou os dois hidroaviões, provavelmente também tendo furado um buraco no convés blindado acima da sala da turbina 1. A turbina 1 e a sala do gerador 3 pararam por falta de vapor e apenas as duas hélices externas continuaram a funcionar.
Os alemães não conseguiram localizar a fonte dos disparos. O Blücher acelerou em uma tentativa de escapar das armas norueguesas. Canhões de 150 milímetros em Drøbak, 370 metros de distância do navio, também começaram a atirar. O Blücher entrou nos estreitos entre Kopås e Hovedbatteriet a uma distância de quinhentos metros. A bateria de Kopås parou de atirar nele e começou a atacar o alvo seguinte, o Lützow, acertando vários tiros. O primeiro engenheiro Karl Thannemann escreveu em seu relatório que os acertos dos canhões de Drøbak, que foram disparados do lado estibordo, foram todos entre as seções IV e X em um comprimento de 75 metros a meia-nau, entre as torres de artilharia B e C. Entretanto, todos os danos foram no lado bombordo. A direção da ponte foi desabilitada após o primeiro salvo das baterias de Drøbak. O Blücher tinha acabado de passar por Drøbakgrunnen e estava virando para bombordo. O comandante conseguiu colocá-lo de volta na rota usando as hélices, porém ele perdeu velocidade. As baterias de torpedo norueguesas em terra conseguiram acertar o cruzador duas vezes às 4h34min.
Segundo o relatório de Kummetz, o primeiro torpedo atingiu a sala de caldeiras 2, bem embaixo da chaminé, enquanto o segundo acertou a sala de turbinas 2/3. A caldeira 1 já tinha sido destruída pelos tiros inimigos. Apenas uma caldeira continuava funcionando, porém os canos que conectavam as caldeiras 1 e 2 com a sala de turbina 2/3 tinham sido danificados e assim a única caldeira funcionando perdeu sua potência. O Blücher estava seriamente danificado, porém tinha conseguido passar das zonas de fogo e a maioria das armas norueguesas não podiam mais acertá-lo. Os canhões de 150 milímetros em Kopås ainda estavam em posições abertas prontas para disparar, também estando dentro do alcance. A equipe das baterias pediu por ordens, porém o coronel Birger Eriksen, o comandante de Oscarsborg, concluiu que "A fortaleza serviu seu propósito".

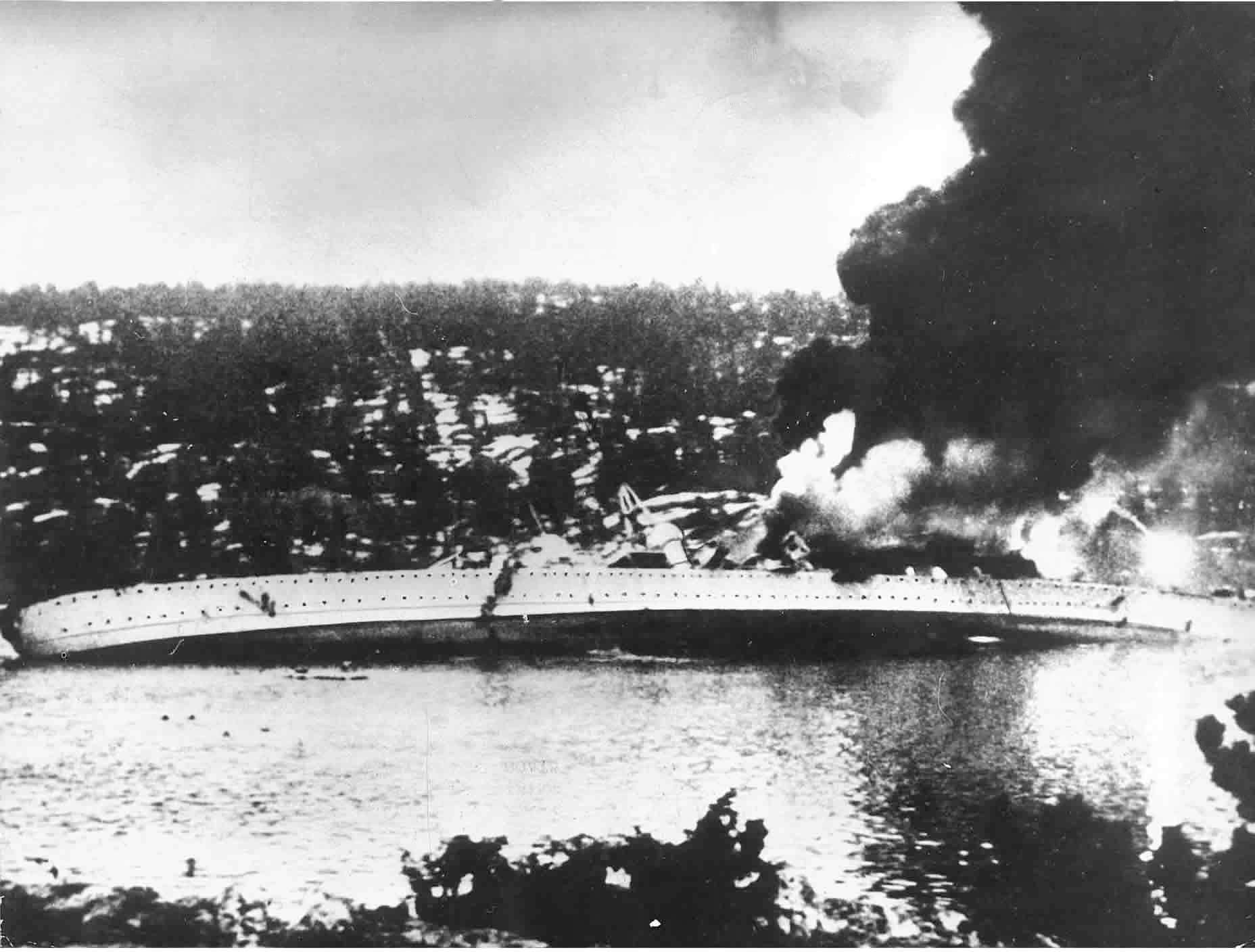
O Blücher em chamas e emborcando no Estreito de Drøbak, 9 de abril de 1940

A tripulação, incluindo o pessoal operando as armas, foi encarregada de combater o incêndio. No momento o Blücher já estava adernando em dezoito graus para bombordo, porém isto inicialmente não era algo problemático. O fogo acabou alcançando um dos depósitos de munição do navio entre a sala da turbina 1 e a sala da turbina 2/3, explodindo violentamente. A explosão rompeu várias anteparas nas salas de máquinas e incendiou os tanques de combustível. O cruzador começou a emborcar lentamente e foi dada a ordem para abandonar a embarcação. O Blücher virou e afundou às 7h30min com um grande número de mortes. O historiador naval Erich Gröner afirma que não se sabe o número de mortos, enquanto Henrik Lunde fala em um número entre seiscentos e mil soldados e marinheiros. Jürgen Rohwer enquanto isso afirma que 125 marinheiros e 195 soldados morreram no naufrágio.
A perda do Blücher e o dano infligido ao Lützow fizeram com que as forças alemãs recuassem. Tropas terrestres foram desembarcadas na margem leste do fiorde, prosseguindo por terra até capturarem a Fortaleza de Oscarsborg na manhã já do dia 10 de abril. Eles então seguiram para tomar Oslo. Tropas áreas transportadas pela Luftwaffe tinham capturado o Aeroporto de Fornebu e completaram o cerco a capital, com ela ficando sob controle alemão às 14h de 10 de abril. O atraso causado pela retirada temporária do Grupo 5 permitiu que o gabinete, parlamento e a família real norueguesa fugissem da cidade.

## Destroços
O Blücher permanece até hoje no fundo do Estreito de Drøbak a uma profundidade de 64 metros. As hélices foram removidas em 1953 e desde 1963 houve propostas para levantar os destroços do fiorde, porém nenhuma foi levada adiante. O cruzador tinha aproximadamente 2 670 metros cúbicos de óleo a bordo quando deixou a Alemanha. Ele gastou um pouco desse combustível até chegar na Noruega e parte dele foi perdida durante o naufrágio, mas o vazamento nunca parou desde então. O índice de vazamento aumentou para cinquenta litros por dia em 1991, ameaçando o meio ambiente local. O governo norueguês assim decidiu remover a maior quantidade possível de óleo dos destroços. A companhia Rockwater AS, junto com mergulhadores de grande profundidade, perfuraram buracos nos tanques de combustível em outubro de 1994 e removeram mil toneladas de óleo; mesmo assim, alguns tanques não puderam ser alcançados e podem ainda conter combustível. Essa operação de extração também criou a oportunidade para que a fuselagem de um dos hidroaviões Arado Ar 196 fosse recuperada. O avião foi erguido em 9 de novembro e está atualmente em exposição no Museu de Aviação dentro do Aeroporto de Stavanger em Sola. Os destroços do Blücher foram protegidos em 16 de junho de 2016 como um memorial de guerra, também tendo a proteção do Diretório Norueguês para Patrimônios Culturais para aqueles que tiveram seu enterro no navio. A intenção era proteger a embarcação de pilhagem.